# Jehan d'Abondance
Jehan d'Abondance, o anche Jean d'Abondance, Jehan d'Abundance, Jean d'Abundance (Pont-Saint-Esprit, ... – 1540), è stato un poeta e drammaturgo francese, attivo nella prima metà del sedicesimo secolo.
Fu regio notaio di Pont-Saint-Esprit e membro di una basoche.
Firmava le sue opere anche con lo pseudonimo di Maistre Tyburce o Tyburce Dyariferos. Scrisse testi teatrali e moralità, tra cui La Farce de la Cornette (1544, la sua opera più nota), il Testament de Carmentran, Le joyeux devis des trois rois, nonché un mistero su Gesù Cristo. Queste opere, che appaiono ancora legate alle forme letterarie medievali, sono citate da Antoine du Verdier nella sua Bibliothèque française (Parigi, 1773, vol. II, p. 325).